# Bellet (AOC)
Pour les articles homonymes, voir Bellet (homonymie).
Le bellet, ou vin de Bellet, est un vin d’appellation d’origine contrôlée récolté sur le seul territoire de la commune de Nice, dans le département des Alpes-Maritimes : c'est le seul vignoble urbain possédant une AOC implanté totalement sur une grande agglomération.
Son aire de production se situe sur des terrasses qui surplombent entre 200 et 400 mètres la rive gauche du Var, à l’ouest de la ville de Nice.

## Histoire

### Préhistoire et Antiquité
Des pépins de lambrusque ont été retrouvés sur le site niçois de Terra Amata.
Les Massaliètes entrent en contact avec les populations indigènes de la région de Nice, comme l'indique la présence de quelques tessons de céramique grecque antique notamment de type archaïque et attique, mais aussi étrusques trop peu nombreux pour signifier la fondation d'un établissement colonial grec sur le site du Château de Nice avant le IIIe siècle av. J.-C., contrairement à ce qui a pu être observé sur le rocher d'Antibes qui semble plus anciennement et plus intensément fréquenté par les Grecs de Marseille. Ces derniers  fondent Nikaïa vers 250 av. J.-C. Ce n'est alors ni une cité ni une colonie, mais plutôt une forteresse associée à un petit port de guerre. Cette fondation s'inscrit dans le contexte du redéploiement colonial de Marseille (à partir du IVe siècle av. J.-C.) qui cherche à assurer ses routes commerciales le long des côtes en installant des places fortes, comme Olbia à Hyères, ou des comptoirs comme Antipolis (Antibes). L'emplacement exact du site grec est mal connu. Compte tenu des pratiques coloniales grecques, il est probable qu'elle ait été implantée au pied de la colline du Château, sous la vieille ville actuelle.
Une tradition remontant à l'Antiquité veut que le nom de Nikaia ait été donné à l'implantation, à la suite d'une victoire militaire des Massaliètes sur les Ligures, jusque-là seuls habitants de ces régions (Nikaia signifiant, en grec, "celle par qui est arrivée la victoire"). Cependant, le toponyme Nice/Nis/Nic... est assez répandu entre l'Italie et l'Espagne et ne semble avoir aucun lien avec la déesse grecque Niké.

### Moyen Âge
Durant tout le Moyen Âge, la Provence dont fait partie Nice, développe son commerce du vin. Ce sont les abbayes, dont celle de Saint-Pons à Nice, qui en tirent les plus importants revenus.

### Période moderne
Sous la Révolution, le hameau de Saint-Roman de Bellet, situé au cœur de l’appellation, fut baptisé Bacchus, témoignant de la vocation viticole de cette région. Le phylloxera et les deux guerres mondiales entraînèrent une chute spectaculaire des superficies en vigne et les producteurs se tournèrent vers la culture de l’œillet de Nice, plus lucrative. 

### Période contemporaine
Un décret paru au Journal Officiel, le 11 novembre 1941 classe le vignoble de Bellet en AOC. Sa production, affaiblie par l'invasion phylloxérique de 1885 et les dégâts des deux grandes guerres, a été maintenue surtout grâce aux efforts d’un négociant en vins. Il reconstitua un vignoble à partir de 1946. Depuis 1970, Ghislain de Charnacé du Château de Bellet parvint à défendre la typicité et la qualité des vins de Bellet.

## Situation géographique
Le vignoble de Bellet est situé à l'ouest de la ville de Nice. Il est situé sur des terrasses qui surplombent (entre 200 et 400 m) la rive gauche du Var.

### Orographie
Le terroir s'étend sur les collines de Crémat et de Saquier ainsi qu'autour de Saint-Roman-de-Bellet. Les pentes sont fortes et le travail mécaniques est difficile.  

### Géologie
Le sol des terrasses est d’origine pliocène supérieur, constitué de poudingues et de galets roulés formés de grès. Le ciment est généralement sableux, peu résistant. La dominante des grès donne des sols composés de 80 % à 90 % de sables grossiers ou fins.

### Climatologie

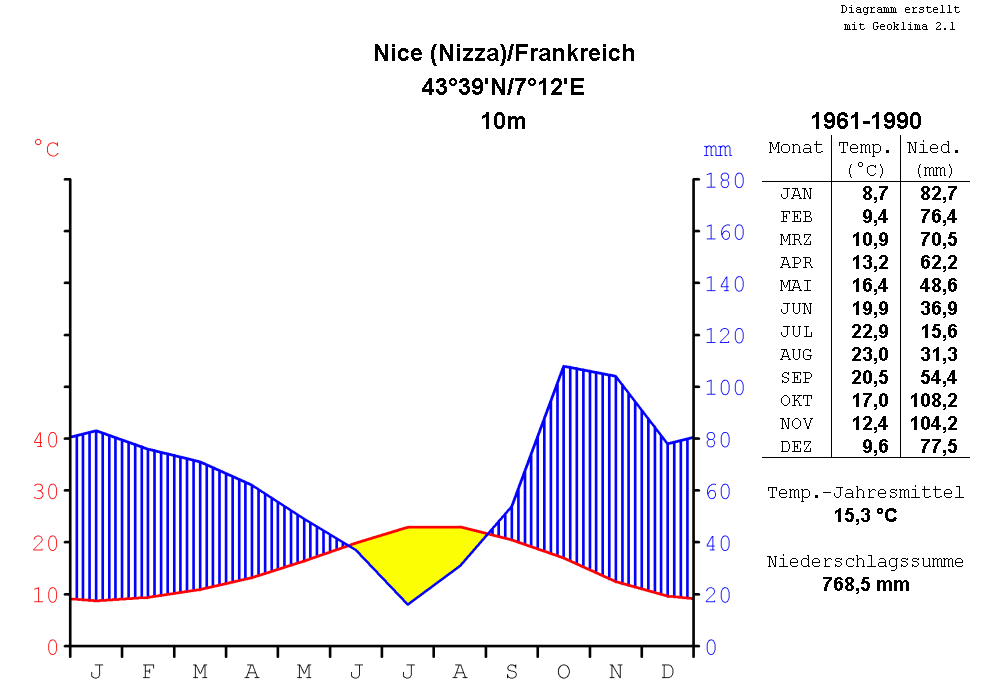
Diagramme du climat niçois.

La moyenne pluviométrique annuelle est de 830 mm avec un fort ensoleillement. La présence de la vallée du Var permet la circulation des vents : le vignoble est soumis, la nuit, à la brise marine. Le méso-climat spécifique induit des vendanges tardives qui donnent aux vins de Bellet un caractère plus septentrional que méridional. Ce climat correspond aux normes du climat méditerranéen, les gels étant généralement rares (2 ou 3 nuits par an), faibles (le minimum annuel se situe aux alentours de -1 ou -2 °C) et brefs. Ainsi les hivers sont doux et humides, et les étés chauds et très secs, car la ville est protégée des vents venant du nord et de l'ouest grâce aux Alpes. Durant l'été les précipitations sont extrêmement faibles avec une moyenne de 15,6 millimètres pour le mois de juillet. À l'inverse, l'automne est une période soumise à des pluies fréquentes (108,2 millimètres pour le mois d'octobre) et des orages violents en raison de la température de la mer Méditerranée encore très chaude en cette saison (20° - 24°). Cette saison est également marquée par la présence certaines années du sirocco qui en plus d'apporter une légère vague de chaleur, transporte du sable saharien.
| Mois                              | jan. | fév. | mars | avril | mai  | juin | jui. | août | sep. | oct.  | nov. | déc. | année |
| --------------------------------- | ---- | ---- | ---- | ----- | ---- | ---- | ---- | ---- | ---- | ----- | ---- | ---- | ----- |
| Température minimale moyenne (°C) | 5,4  | 5,9  | 7,6  | 9,7   | 13,5 | 16,7 | 19,6 | 19,9 | 17   | 13,2  | 8,7  | 6,1  | 6,6   |
| Température maximale moyenne (°C) | 12,9 | 13,4 | 14,9 | 16,5  | 20,1 | 23,6 | 26,6 | 27,2 | 24,3 | 20,6  | 16,3 | 13,8 | 15,6  |
| Record de froid (°C)              | −7,2 | −5,8 | −5   | 2,9   | 3,7  | 8,1  | 11,7 | 11,4 | 7,6  | 4,2   | 0,1  | −2,7 | −7,2  |
| Record de chaleur (°C)            | 22,2 | 25,8 | 26,1 | 26    | 30,3 | 36,8 | 36,3 | 37,7 | 33,9 | 29,9  | 25,4 | 22   | 37,7  |
| Précipitations (mm)               | 85,1 | 59,7 | 60,9 | 69,2  | 49,4 | 38,3 | 15,4 | 23,9 | 75,6 | 143,9 | 94,3 | 87,6 | 803,3 |

## Vignoble

### Présentation
L’aire de production est limitée à la commune de Nice. Sa superficie est de 52 hectares. 

### Encépagement
Les vignerons utilisent des cépages locaux  sur quelques parcelles : rolle (vermentino), roussanne, spagnol ou mayorquin, pour le blanc, avec possibilité d'utiliser en cépages secondaires (40 % maximum) : clairette, bourboulenc, chardonnay, pignerol et muscat à petit grain.

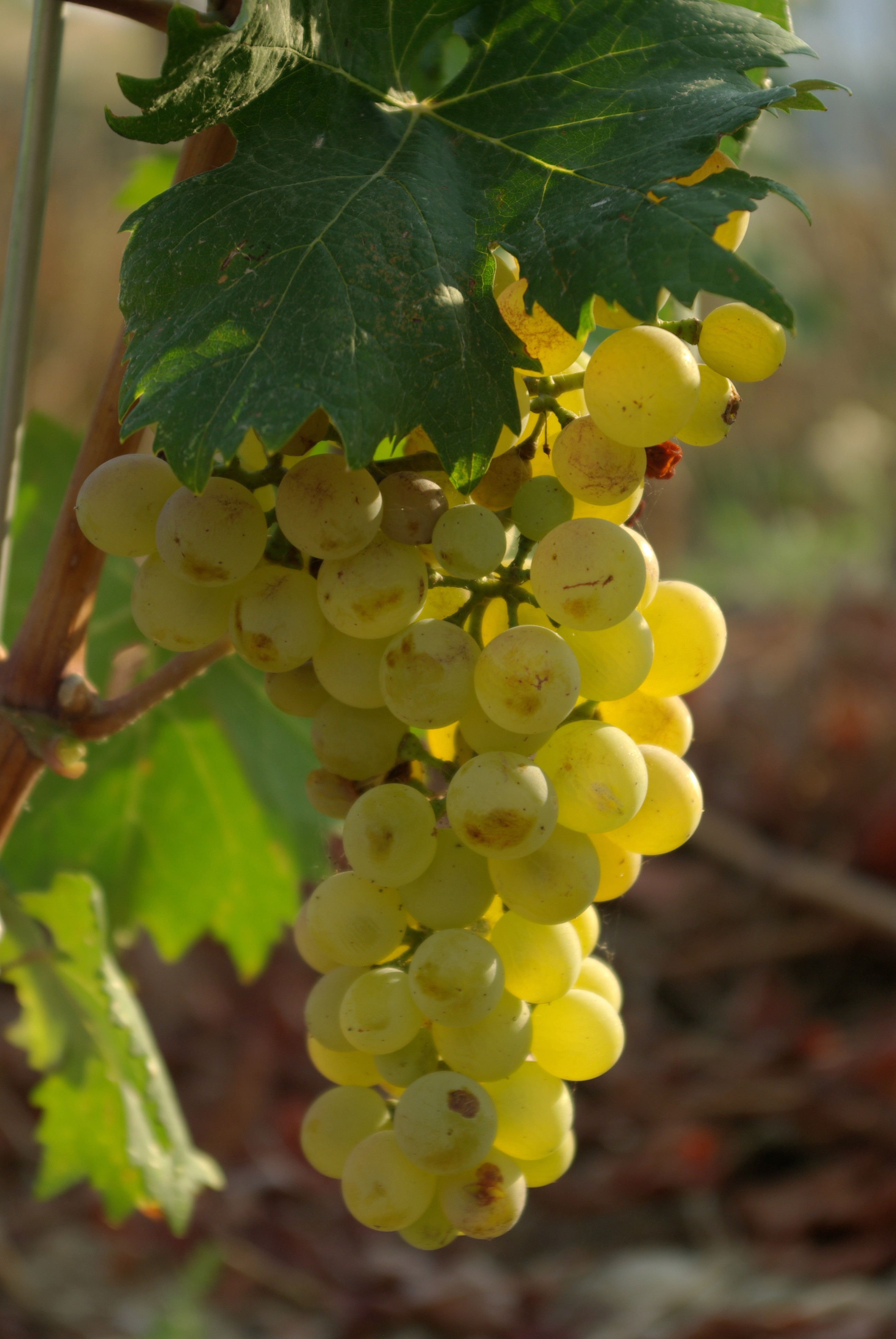
Une grappe de Rolle
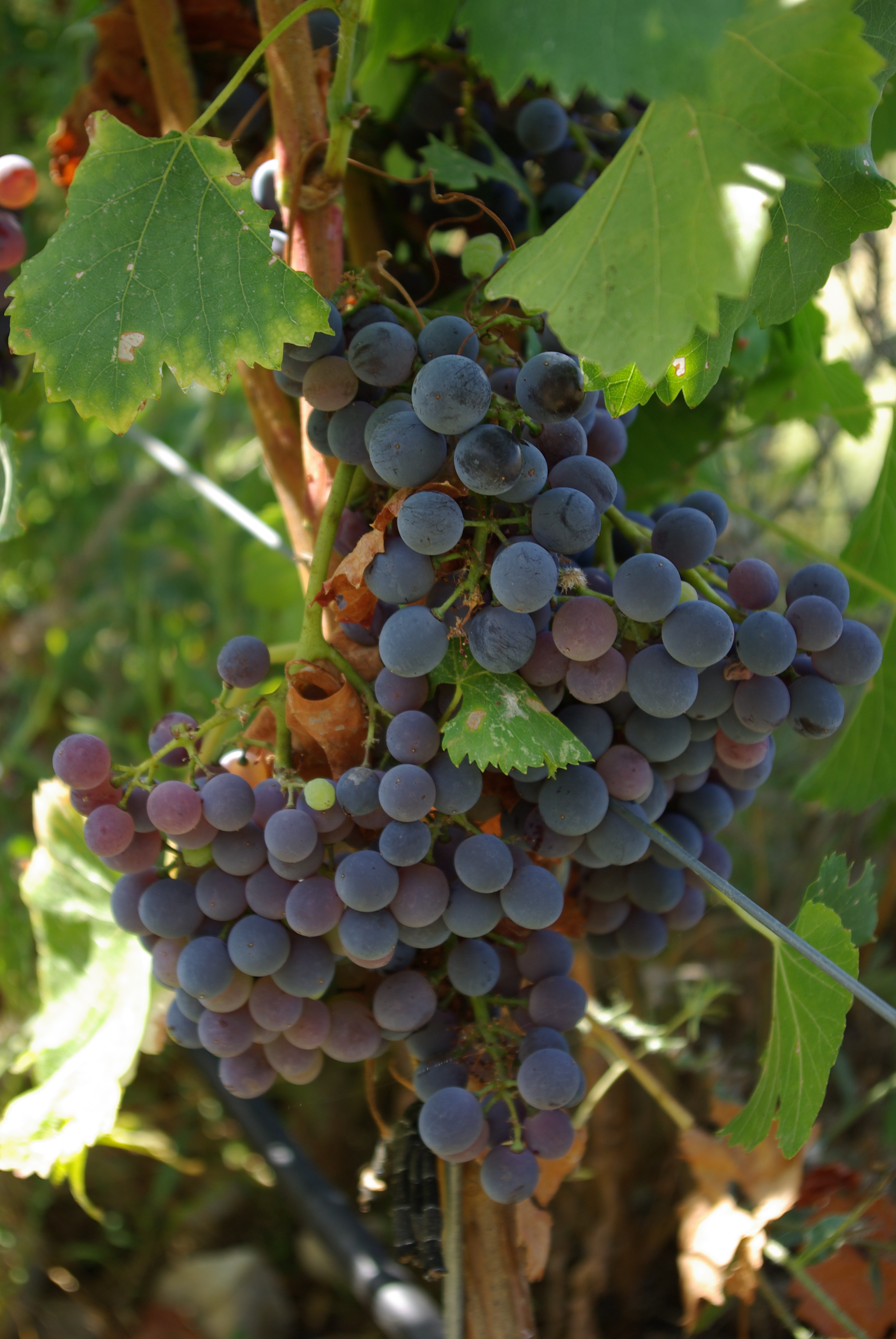
Une grappe de Grenache Noir

Pour les rouges et les rosés sont assemblés : folle noire ou fuella (en), braquet et cinsault. En cépages secondaires peuvent être assemblés : grenache N, et les mêmes cépages blancs utilisés pour les vins blancs (40 % maximum).

### Méthodes culturales

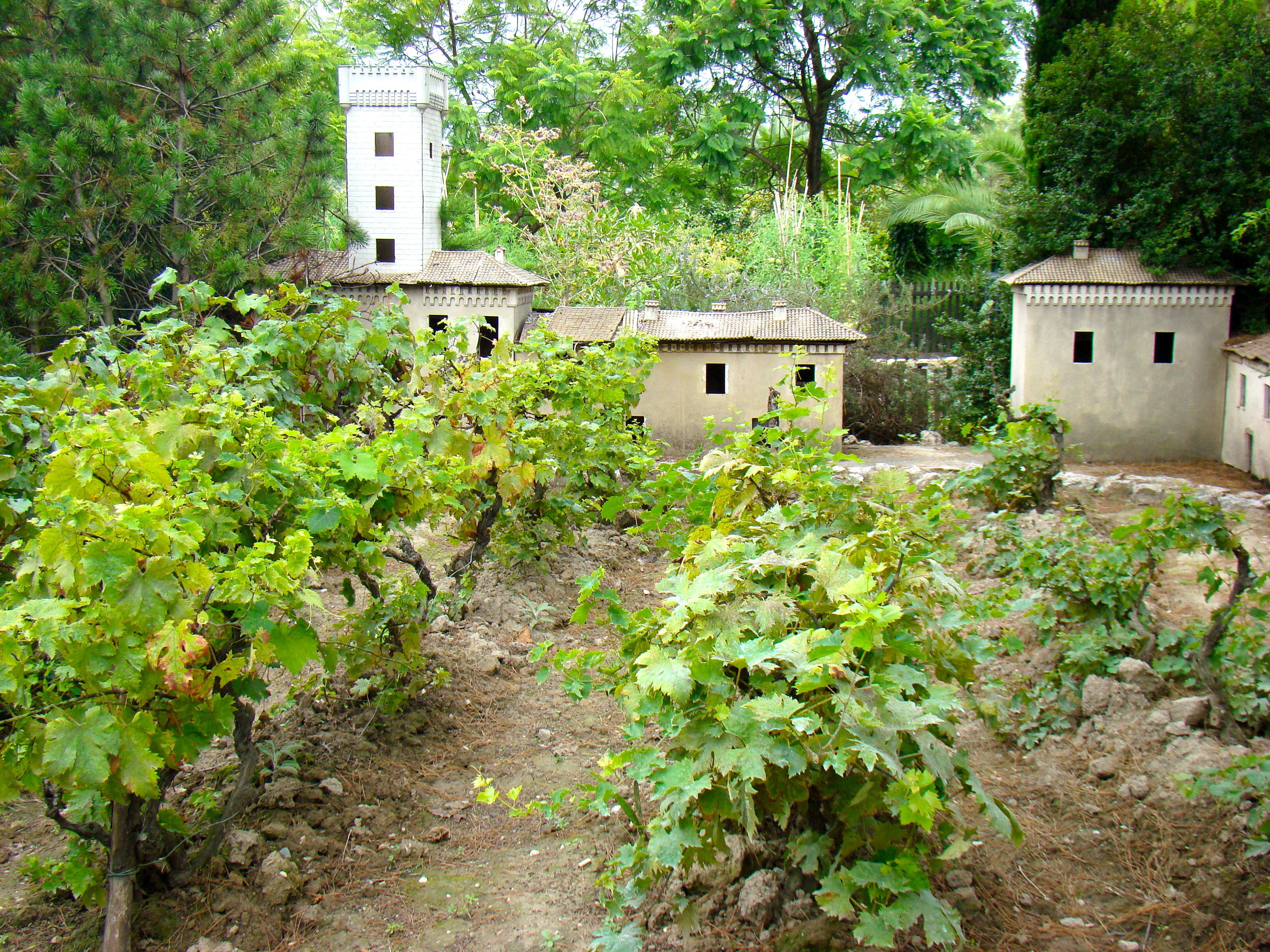
Vignoble du Parc Phœnix
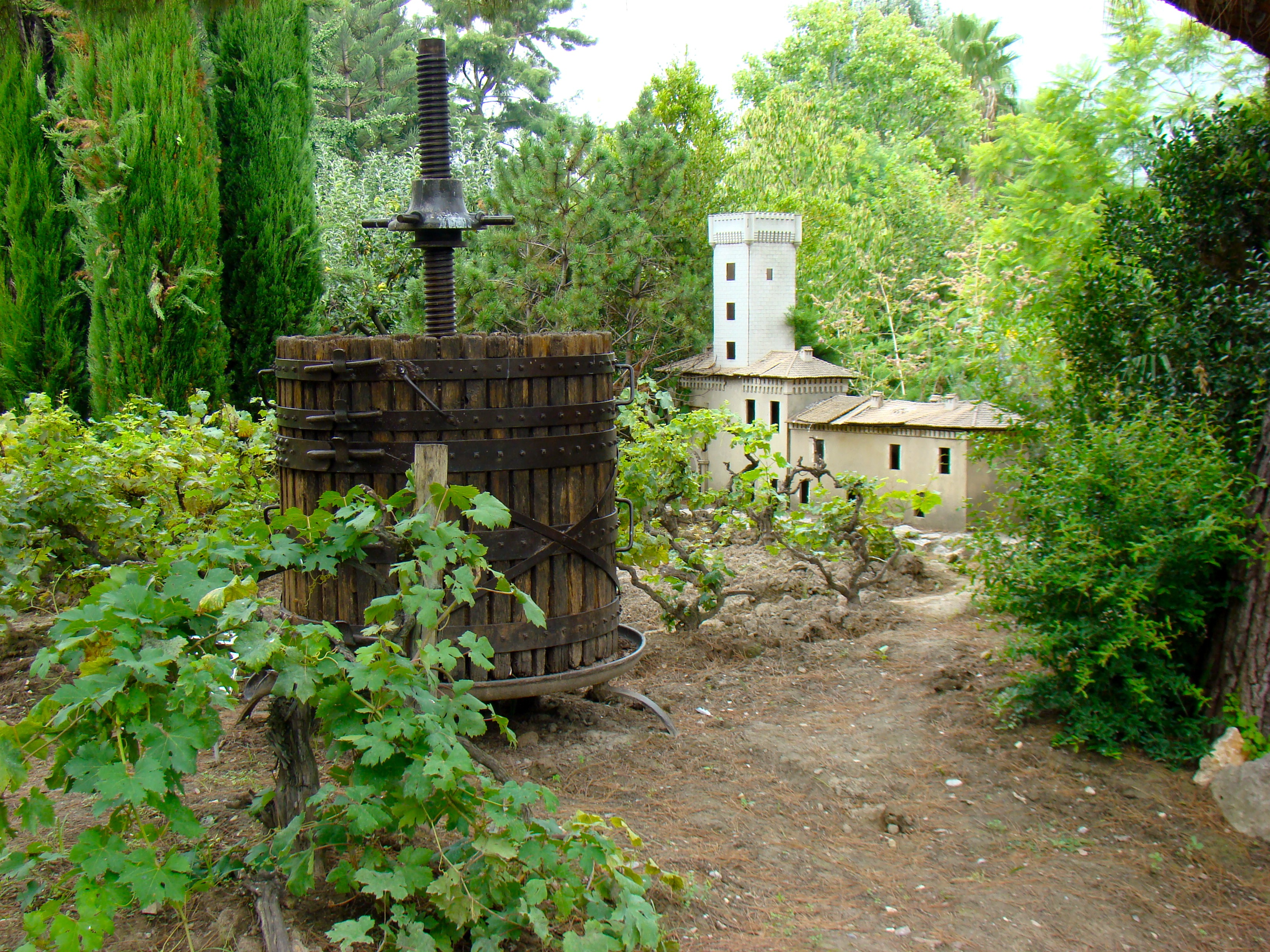
Vieux pressoir au Parc Phœnix de Nice

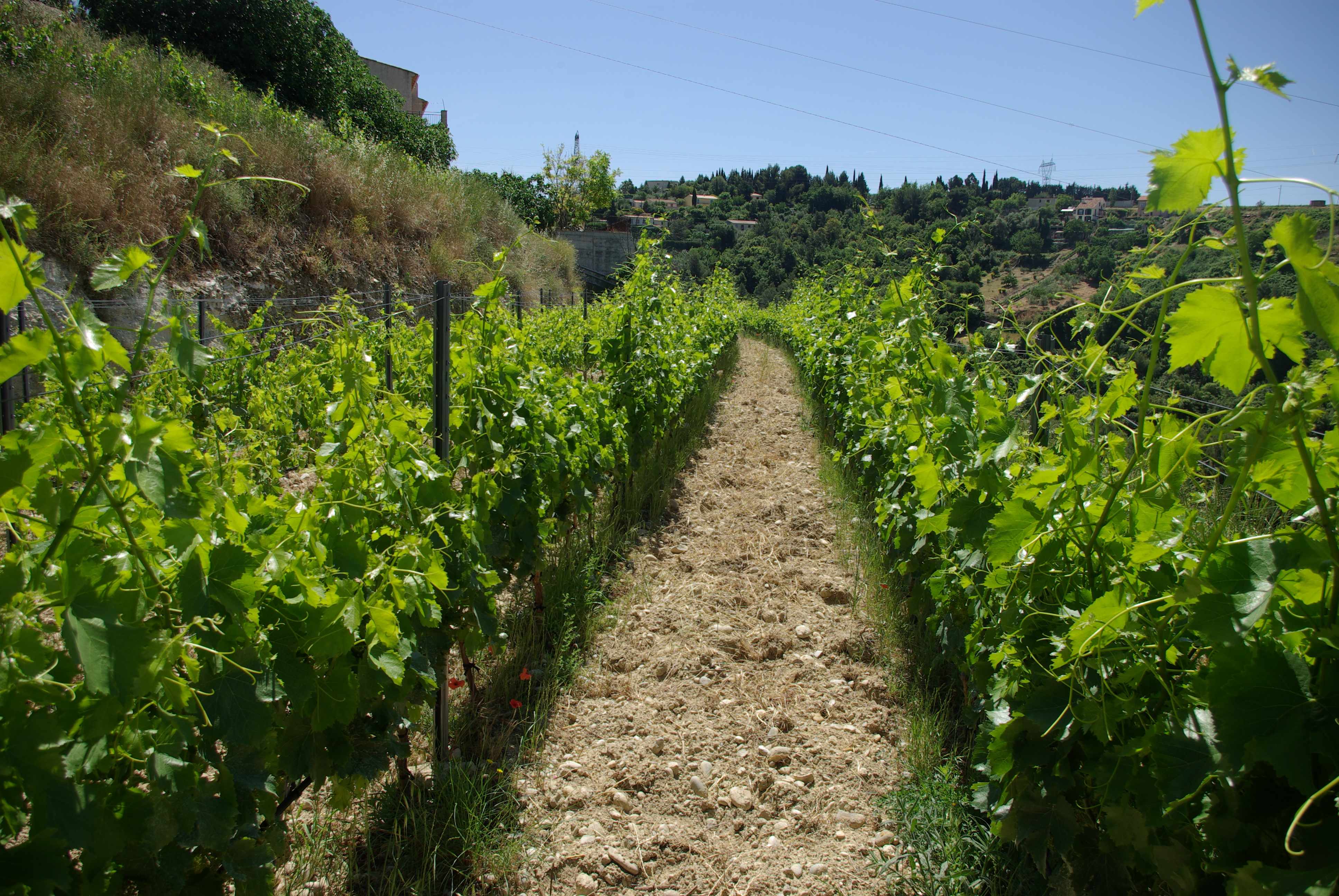
Planches de Rolle plantées en 2008 au Domaine Saint Jean

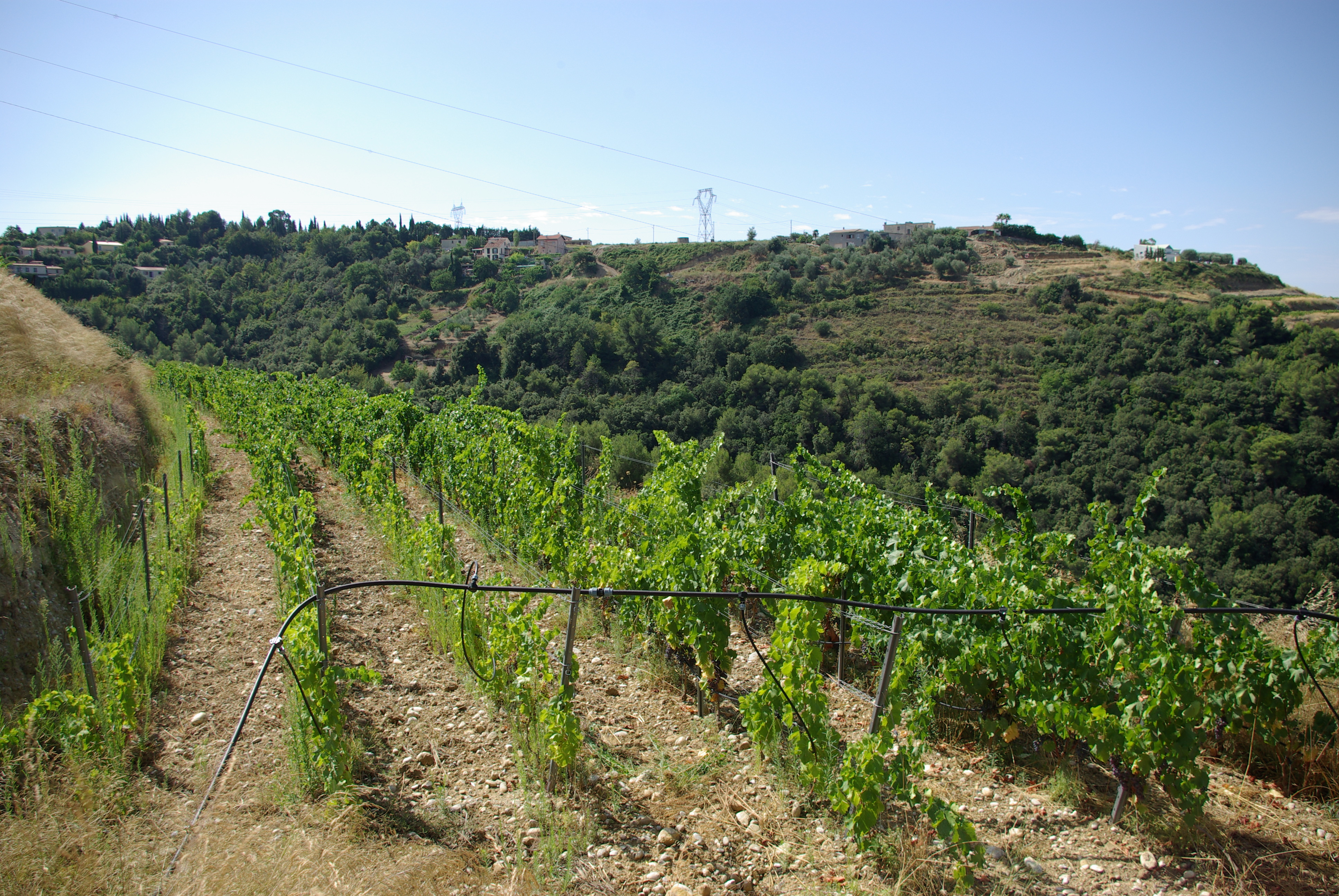
Jeunes Vignes en terrasse au Domaine Saint Jean

Avec une densité de plantation de 5000 pieds/ha, les vignes sont conduites en taille courte, en gobelet, éventail ou cordon de royat comportant au plus cinq coursons à deux yeux francs. Le rendement de base est de 40 hl/ha avec un rendement butoir de 44 hl/ha

### Terroir et vins
Les vins blancs ont un bouquet floral soutenu (bergamote, agrumes). Les vins rosés sont très originaux, surtout quand le braquet est dominant, on y distingue des arômes de genêt et surtout de violette. Les vins rouges dégagent au départ des arômes fruités où dominent la prune et l’abricot. Leur caractère tannique s’atténue après l’élevage, leur nez évolue vers un bouquet de cerise. Ils sont élevés un an minimum en fûts.

### Type de vins et gastronomie
La production de vin est limitée, environ 120 000 bouteilles par an. Les vins rouges sont corsés. Les blancs sont aromatiques. Les rosés sont à boire frais. 
Les rouges de Bellet accompagnent la daube traditionnelle. Les blancs se marient avec une sole du littoral. Les rosés relèvent la saveur de la socca niçoise.

### Commercialisation
Les vins de Bellet sont peu commercialisés en dehors de la région niçoise. Il est produit 42 % de vins rouges, 23 % de vins rosés, 35 % de vins blancs

## Producteurs de l’appellation
Les producteurs sont au nombre de 9 en 2020 .
- Château de Bellet,
- Château de Crémat,
- Domaine Clos St Vincent,
- Domaine Saint Jean,
- Domaine Via Julia Augusta,
- Domaine de Collet de Bovis,
- Domaine de Toasc,
- Domaine de Vinceline,
- Domaine de la Source.